# Koinzidenz von Bedürfnissen
Die Koinzidenz der Bedürfnisse (auch Doppelkoinzidenz der Wünsche etc.) ist ein Begriff der Wirtschaftswissenschaft, der Tauschgeschäfte erklärt. Die Koinzidenz beschreibt ein wechselseitiges Bedürfnis, das gleichzeitig am gleichen Ort zusammenfällt und zu einem Handel führen kann. Die Diskussion der Koinzidenz der Bedürfnisse betrifft deshalb die Wahrscheinlichkeit, dass vielfältige Wünsche und Anforderungen ökonomisch erfüllt werden.
Geprägt wurde der Begriff „Doppelkoinzidenz der Bedürfnisse“ von dem englischen Ökonomen William Stanley Jevons (1875).

## Praktische Umsetzung
Wenn ein Barmusiker mit Alkohol und Lebensmitteln „bezahlt“ wird, erhält er möglicherweise Güter, die er nicht als Monatsmiete für seine Wohnung weiterreichen kann. Wenn umgekehrt der Wohnungsvermieter den Musiker für eine Party engagiert, und dafür eine Monatsmiete erlässt, dann existiert eine Doppelkoinzidenz der Wünsche.
Der Austausch von Waren stellt Anforderungen an die Vergleichbarkeit ihrer Werte und an die zeitliche Verfügbarkeit. Frische Erdbeeren gegen Weizen zu tauschen ist nur möglich, wenn an einem Tag beides auf dem Marktplatz ist, Produkt und Qualität stimmen und sich jemand findet, der tatsächlich Weizen gegen Erdbeeren tauscht. Das kann in einer überblickbaren Zeitspanne möglich sein oder es kann nie stattfinden. Gegen Geld könnte direkt verkauft werden, wenn die Erdbeeren reif sind. Mit dem Erlös kann später Weizen gekauft werden, wenn dieser geerntet wurde. Mit einem anerkannten Zahlungsmittel können demnach Waren „flüssiger“, d. h. liquide werden.
Wenn Sachwerte durch Erbschaft, Umzug oder Steuern zu einem neuen Besitzer wechseln, ist es wahrscheinlich, dass diese den Bedürfnissen der Empfänger nicht vollständig entsprechen. Ohne Geld und ohne anerkannte Zahlungsmittel leiden diese Transaktionen am Grundproblem des Tauschhandels – sie erfordern eine hohe Koinzidenz der Bedürfnisse.

## Preisermittlung
Der freie Tausch von {\displaystyle n} Produkten benötigt {\displaystyle {\frac {n(n-1)}{2}}} relative Preise, was bei zehn Produkten zu 45 Wechselkursen führt.
Die individuelle Abrechnung betreffend Qualität, Transport und Lagerung erzeugt erhebliche Transaktionskosten, sowohl bei der Informationsbeschaffung vorab als auch bei der Abwicklung im Nachhinein. Diese Kosten entstehen auch in geldlosen Volkswirtschaften und können zu starken Einschränkungen führen.

## Kritik
David Graeber hat in seinem Buch Schulden: Die ersten 5000 Jahre Belege für die These gesammelt, dass die „Koinzidenz der Bedürfnisse“ ein Mythos sei. Er analysiert die Rolle von Schulden in der Geschichte sowie den Hintergrund von Revolutionen und sozialen Umbrüchen, und er kritisiert verschiedene grundlegende ökonomische Konzepte.